# 高天原
高天原（たかまがはら、たかまのはら、たかあまはら、たかあまのはら、たかのあまはら）は、『古事記』に含まれる日本神話および祝詞において、天照大御神を主宰神とした天津神が住んでいるとされた場所のことで、有名な岩戸の段も高天原が舞台である。

## 概要
原文は漢文であるため、どの訓（読み方）が正しいかはある程度推測にとどまる（「天」部分の訓は『古事記』冒頭の訓注『訓高下天云阿麻下效此』により「アマ」と判る）が、一般的には「たかまがはら」（格助詞「が」を用いた読み方）が多く見受けられる。ただしこの訓が広まったのは歴史的には新しい。これは「たかまのはら」の連体格の助詞「の」が、同じく連体格の助詞「が」へと転訛したものである。この「たかまがはら」は中世後期～近世にすでに使用例がみられ、江戸時代の庶民文化、すなわち読本や洒落本など戯作文学の中で広まりを経て一般化されたものと考えられる。上代文学では「たかまのはら」もしくは「たかあまのはら」が正当な訓とされている。
『古事記』などでは、地上の人間が住む世界である葦原中国や、地中にあるとされる根の国・黄泉に対し、天上界にあった、と記述された。
いっぽうで、神話に書かれていることが事実であるという立場から解釈を試みる人々が古くから存在しており、九州、大和、北陸、富士山他（後述）、実在の場所であったとの説も多数となえられた。

## 古事記における記述
『古事記』においては、その冒頭に「天地（）のはじめ」に神々の生まれ出る場所としてその名が登場する。次々に神々が生まれ、国産みの二柱の神が矛を下ろして島を作るくだりがあるから、海の上の雲の中に存在したことが想定されていたと推測される。天照大御神が生まれたときに、高天原を治めるよう命じられた。須佐之男命にまつわる部分では、高天原には多くの神々（天津神）が住み、天之安河や天岩戸、水田、機織の場などもあったことが記述されており、人間世界に近い生活があったとの印象がある。
葦原中国が天津神によって平定され、天照大御神の孫の邇邇芸命が天降り（天孫降臨）、以降、天孫の子孫である天皇が葦原中国を治めることになったとしている。

## 古事記以外における記述
『日本書紀』においては本文にはほとんどみえず、わずかに神代紀第一段の第四の一書と養老4年（720年）に代々の天皇とともに持統天皇につけられた和風諡号「高天原廣野姫天皇」にある。
平安時代『古語拾遺』本文では1箇所天孫降臨の神勅と、他に祝詞説明の注に、奈良時代『風土記』では『常陸風土記』冒頭2語あるのみである。
近代に入っては、出口王仁三郎による『霊界物語』では至美天球とも書かれ、輝き広がる宇宙の清い中にも清い光の霊界と描かれた。
縷々難解な内容で高天原の解説や物語の約束事も変わっており岩戸の段なども新たに長く大きく記されている。

## 所在地についての諸説
高天原の所在地については古来より諸説あり、『古事記』における神話をどのように捉えるかでその立場が大きく異なる。

### 天上説
信仰や観念的な考え方で、「高天原は神の住まう場所であるから、天上や天より高い宇宙に決まっており、それ以外の場所を考えるのは不遜である」とする説。本居宣長の説が代表的なもので、戦前は皇国史観と結びついてこの考え方が主流であったと言われるが、地上説も盛んであった。

### 地上説
「神話は何がしかの史実を含んでおり、高天原も実在したものを反映している、または故地を高天原と呼んでいた」とする説。早くには新井白石が「高天原とは常陸国（茨城県）多賀郡である」とした。地上説にはさらに国内説と海外説がある。国内説の中には、邪馬台国と高天原を関連付けて考える説もある。高天原の位置について長らく新説は見られなかったが、2022年9月に刊行された電子書籍で高天原=壱岐説が提唱された。

### 作為説
神話は作られたものであるから、そこに出てくる高天原について「どこにあったか？」などと考えること自体が無意味であるとする説。山片蟠桃の説が代表的なもので、『古事記』における神代のことは後世の作為であるとする。戦後主流となっている津田左右吉の史観はこの考え方に基づく。現在でも多くの学者は、高天原神話は支配階級のことを「天上界に由来するが故に尊い」とする信仰を語ったものであるという説に与しており、思想的には異なるものの先の天上説と実質の意味合い的には近い。

## 日本各地の高天原

### 葛城・金剛山高天台 -奈良県御所市高天
奈良県南部の御所市高天。金剛山の麓に広がる台地上に位置する。古くは葛城といわれた地域で、そこにそびえ立つ金剛山は、古くは高天原山といわれていた。付近は天上の神々が住んだ高天原の伝承地で、ここに所在する高天彦神社は延喜式では最高の社格とされた名神（みょうじん）大社で、祭神は葛城氏の祖神高皇産霊（たかみむすび）神。社殿後方の白雲峯（694m）を御神体とする。参道の両側には杉の古木が立ち並び、神さびた雰囲気を漂わせている。古典作品では、『蜻蛉日記』にて『夢ばかり見てしばかりにまどひつつ明くるぞ遅き天の戸ざしは（203-05下）』という和歌があり、さらにこれに続く和歌として『さもこそは葛城山に馴れたらめただ一言や限りなりける（203-07下）』とあることから、天岩戸が葛城山にあったとする理解は遅くとも平安時代まで遡ることが解る。鎌倉時代の『三流抄』には『太神・・・大和国葛城山高間原天岩戸ニ閉籠リ玉フ』とあり、また能の葛城や代主などの舞台もこの地とされることから、中世における高天原の所在地は葛城山付近と理解されていたと考えられる。最終的には江戸時代初頭まで、新井白石が常陸国説を唱えるまでは、この地が高天原史跡だと考えられていたらしい。なお、高天原の石碑はこの地区にある寺の駐車場のところにある。

### 高原町（）-宮崎県高原町
高原町は、後ろに高千穂峰がそびえている事もあって、以前から天孫降臨の地として認識されていたようである。江戸時代末期に薩摩藩により編纂された『三国名勝図會』では、土俗傳へ云、當邑を高原と號するは高天原の略称なりと、凡日向国内此辺は、神代の　皇都に係り、今に都島都島は今の都城、高城などといへる地名殘るも此が為にて、此地、都島と接し、（後略）、とある。
そしてその伝承に沿うかのように山頂には「天逆鉾」が立てられている。立てられたのは江戸時代辺りと推定されるが、詳細は不明である。又、高原町は、神武天皇御降誕の地としても名高い場所である。『日本書紀』にある神武天皇の幼名「狭野尊」が当町の狭野地区を指しているというのが主な根拠であるが、江戸時代半ばから末期にかけての神社関連の古文書の中に複数の地形を挙げて神武天皇の『聖蹟』としている。ただ、具体的な説明はなく、現在説明されている神武天皇関連の説明の大筋は『三国名勝図會』に依っている。伝承では、いわゆる東征までこの地で暮らしたとされている。

### 高千穂（）-宮崎県高千穂町
宮崎県北部。天岩戸や天香具山、高天原、四皇子峰等がある。高千穂神社では、天鈿女命が舞ったことから始まったとされる高千穂の夜神楽が伝承されている。
高岡・佐久良谷 - 鹿児島県曽於市末吉町南之郷
宮崎県（都城市）との県境にある中岳（橘嶽）の南、大淀川を挟んだ連山の辺り。三国名勝図会では「連山の間に一高岡あり、土人是を高天原といふ」と記されている。また、同地には佐久良谷（桜谷）と呼ばれる谷川と洞窟があり、天磐戸の名をもつ。
高天原の北に並びて山あり、是を高山（たかやま）といひ、高天原の乾方半腹に一山あり、是を短山（ひきやま）といふ。高山は高く、短山は低し。短山の西五町許に一高山あり、其山腰を佐久良か崖といふ。佐久良か崖の谷間に渓流あり、是を佐久良谷川といふ。佐久良谷の内に洞窟あり、是を天磐戸（あまのいわと）といへり—『三国名勝図會』巻之三十六 ─ 佐久良谷諸神跡

### 阿蘇・蘇陽 -熊本県山都町
高天原神話の発祥の神宮であると近年になって自称している「日の宮・幣立神宮」がある。御神体は豊国文字と阿比留文字が彫られた石板であり、「アソヒノオオカミ」と「日文」が表裏に刻まれている。ちなみに「幣立」とはヒモロギを意味し、太古 天の神が御降臨になった聖なる地とされている。
蒜山（） - 岡山県真庭市
茅部神社の山を登ったところ。天岩戸、真名井の滝、天の浮橋等がある。
生犬穴（） - 群馬県上野村
小さな穴として従来から知られていたが、1929年（昭和4年）に奥へと長く続いていることが発見された。ヤマイヌの棲み家であると信じられていたことから命名された。内部に高天原や天の安河原などと名づけられた場所がある。

### 常陸国多賀郡-茨城県多賀郡
新井白石による説で、古代における漢字は「日本語の読み方」として日本語を表記しようとする漢字であり、漢字本来の意味とは表記している言葉の意味が一致しないとする。よってそれから表現する言葉は、漢字に基づく意味を持つものではなく、当て字としての役割しかないとする。白石は『古史通』において高天原をひらがなでの読みで言語解釈し、常陸国多賀郡と比定した。高天原とは私記には師説上天をいふ也按ずるに虚空をいふべしと見えたり後人の諸説これに同じ此等の説皆是今字によりて其義を釋（）し所也凡我國の古書を讀には古語によりてその義を解（）くべし今字によりて其義を釋くべからず高の字讀で多珂（）といふは古にいふ所の高（）國舊事紀に見えしところなり多珂（）國常陸國風土記に即チ今ノ常陸ノ國多珂ノ郡の地是也天の字古事記に讀ンで阿麻（）といふと注しき上古の俗に阿麻といひしは海也阿毎（）といひしは天也天亦稱して阿麻ともいふは其語音の轉ぜしなり原の字讀ンで播羅（）といふ上古之俗に播羅（）といひしは上也されば古語に多訶阿麻能播羅（）といひしは多珂海上之（）地といふがごとしまた、言葉の音訓以外にも常陸国には「高天（）浦」や「高天ノ原」という地名が実在していたことも傍証にあげている。古語に播羅（）といふは上也とはたとへば日本紀に川上の字を讀ンで箇播羅（）といふがごとし今も常陸ノ國海上に高天（）浦高天ノ原等の名ある地現存せり

### 長崎県壱岐市（壱岐島）
天ヶ原（壱岐市勝本町仲触）、高野原（壱岐市芦辺町中野郷西触）等の地名が残る。九州王朝説は「天国（）」領域にあったとする。天皇家3東遷説「九州期（前2世紀〜7世紀）→畿内期（8世紀〜19世紀）→東京期（19世紀〜現在）」は、対馬海峡全域を領域（領海・領土）とする「アマつクニ（→海国→天国）」の本都が「高天原（壱岐の原の辻遺跡）」であった、とする。

### 氷ノ山（）西麓 -鳥取県八頭郡若桜町舂米（）
鳥取県若桜町舂米のわかさ氷ノ山スキー場には「高天原」の地名・伝承が残っている。

### 霊石山・伊勢ヶ平- 鳥取県八頭郡八頭町
天照大神が八上の霊石山（八頭町）伊勢ヶ平にしばらく行宮した後、帰る際に通った道の途中の地点にある。伊勢ヶ平は高天原という名前ではないものの、暫定的にせよ、中央の政治機関があった所とみなしうる。ここには天照大神が行宮の際、白兎に道案内されたという伝承がある。

### 和歌山県の高野山の地名である高野（）
以前は「たかの」と呼ばれていた。また近くに天野神社（）がある。この高野と天野で高天原だったと地元の人々は話している。

### 静岡県伊豆の国市
静岡県伊豆の国市の山田家旅館には高天ヶ原（）の地名が残り、男石神社（）と女石神社（）という男女の神様が祀られており、菊の御紋が刻印されている。隣には伊豆長岡温泉の温泉神社もある。

### 長野県南佐久郡
川上村に高天原（）がある。ここで日本の神々と「カラの国」の神々が戦った。日本の神が勝利したが、血がくまなく流れて川になったので、血隈川と呼ばれるようになったと伝わる。

### 黒部川源流地域 -富山県富山市
地滑りで出来た湿地帯の名称。高天原温泉などがある。→高天原 (富山県)

### 山梨県北杜市小淵沢町高天原
身曾岐神社が鎮座する。

## 関連文献
- 新井白石 著「古史通卷之一」、今泉定介 編纂・校訂 編『新井白石全集』 第3巻、国書刊行会、1906年1月25日、225頁。NDLJP:990983。
- 鎌田東二「高天原とは何か――聖なる他界の形成」『歴史読本・臨時増刊 特集 よみがえる神道の謎』第34巻第18号、新人物往来社、1989年9月。